# 쿵후 보이 친미 (영화)
"쿵후 보이 친미"(Kung Fu Boy Chin-Mi)는 한국에서 제작된 왕룡 감독의 1992년 영화이다. 이창훈 등이 주연으로 출연하였고 안현동 등이 제작에 참여하였다.

## 출연

### 주연
- 이창훈
- 송금식

### 조연
- 고선희
- 백현욱
- 최승경
- 김민수
- 이설산
- 박춘길
- 이계영
- 정관영
- 이응준
- 김철운
- 김영민
- 배건식
- 허성태
- 김수겸

## 기타
- 제작부장: 유봉식
- 촬영부: 이동국
- 촬영부: 이재철
- 촬영부: 정진철
- 조명: 윤용득
- 조명부: 유지열
- 조감독: 이은영
- 소품: 허표영
- 특수효과: 김득용
- 미용: 최정례
- 분장: 임동윤
- 의상: 이홍순
- 텔레시네: 고려비젼
- 무술감독: 박춘길